# ユナル・ユステル
ユナル・ユステル (トルコ語: Ünal Üstel、1955年1月4日 - )は、未承認国家である北キプロス・トルコ共和国の政治家であり、同国首相。

## 経歴

### 政界入りまで
ユステルは1955年にキプロスのパフォスにあるイエシロワ村で生まれ、1985年にイスタンブール大学歯学部を卒業した。

### 政治家として
イスタンブール大学を卒業したユステルは北キプロスに帰国後、個人的な活動をしていたが、1991年のキレニア地区の国会議員補欠選挙で国民統一党から出馬し、当選した。
その後、1993年にも当選し、政治家としての基盤を盤石にしていった。
また、ユステルは2001年6月22日から2003年10月2日まで副議長を務め、2011年にデルヴィシュ・エロール大統領が内閣の構成大臣を刷新すると、ユステルは観光・環境大臣に任命された。
その後、ユステルは国民統一党の副党首に就任し、2021年には保健大臣にも就任した。

### 首相就任後
2022年、ユステルはエルシン・タタール大統領によって首相に任命され、4月30日に前首相であるファイズ・スジュオールが大統領に辞表を提出すると、新首相としてユステルが5月12日に首相に就任した。
同年9月、ユステルは国民統一党の新党首に選ばれた。

## 人物
- 2人の子供がいる[2]。